# Estonioceras
Estonioceras is een geslacht van uitgestorven mollusken, dat leefde tijdens het Vroeg-Ordovicium.

## Beschrijving
Deze nautiloide koppotige had een spiraalgewonden schelp met een brede, ondiepe navel en een laatste winding, die losliet van de voorgaande. De schelpflanken waren bezet met groeilijnen. De sipho bevond zich tegen de ventrale wand van de winding. De diameter van de schelp bedroeg ongeveer tien centimeter.

## Leefwijze
Dit carnivore, mariene geslacht bewoonde betrekkelijk diepe wateren, waar ze hun voedsel grepen door middel van hun tentakels.